# Комаров (Волынская область)
Комаров (укр. Комарів, нем. Komarów) — село в Луковской поселковой общине Ковельского района Волынской области Украины.
До 2020 года входило в Турийский район.
Код КОАТУУ — 0725583603. Население по переписи 2001 года составляет 349 человек. Почтовый индекс — 44811. Телефонный код — 3363. Занимает площадь 1,522 км².

## В истории
В 1914 место сражения между австро-венгерскими и российскими войсками в ходе Галицийской битвы, окончившегося тактической победой австро-венгерской армии 4-й армии.